# Flood (album de They Might Be Giants)
Pour les articles homonymes, voir Flood.
Albums de They Might Be Giants
Lincoln
(1988) Apollo 18
(1992)
Flood est un album pop rock de They Might Be Giants sorti le 5 janvier 1990.

## Chansons
- 1. Theme from Flood – 28 s
- 2. Birdhouse in your soul – 3 min 20 s
- 3. Lucky ball & chain – 2 min 46 s
- 4. Istanbul (not Constantinople) – 2 min 38 s
- 5. Dead – 2 min 58 s
- 6. Your racist friend – 2 min 54 s
- 7. Particle man – 1 min 59 s
- 8. Twisting – 1 min 56 s
- 9. We want a rock – 2 min 47 s
- 10. Someone keeps moving my chair – 2 min 23 s
- 11. Hearing aid – 3 min 26 s
- 12. Minimum wage – 47 s
- 13. Letterbox – 1 min 25 s
- 14. Whistling in the dark – 3 min 25 s
- 15. Hot cha – 1 min 34 s
- 16. Women & men – 1 min 46 s
- 17. Sapphire bullets of pure love – 1 min 36 s
- 18. They might be giants – 2 min 45 s
- 19. Road movie to Berlin – 2 min 22 s

## Singles
- Birdhouse in your soul (1989)
- Istanbul (not Constantinople) (1990)
- Twisting (1990)

## Membres
- John Flansburgh : chant, guitare
- John Linnell : chant, clavier, accordéon, piano
- Arto Lindsay : guitare
- Alan Bezozi : batterie
- Mark Feldman : violon
- Rick McRae : trombone
- Frank London : trompette
- Charlie Spalvida : trompette
- Marion Beckenstein : chœur
- Joel Mitchell : chœur